# Brezici (Bośnia i Hercegowina)
Brezici – wieś w Bośni i Hercegowinie, w Federacji Bośni i Hercegowiny, w kantonie zenicko-dobojskim, w gminie Maglaj. W 2013 roku pozostawała niezamieszkana.